# نوراوان، سیوینک
نوراوان (به ارمنی: Նորավան) یک سکونتگاه مسکونی در ارمنستان است که در استان سیونیک واقع شده‌است.  در  کیلومتری جنوب کاپان، مرکز استان سیونیک واقع شده است.

## خصوصیات
نوراوان ۳۴٫۱۷ کیلومترمربع مساحت و ۴۸۵ نفر جمعیت دارد و در ارتفاع  متر بالاتر از سطح دریا قرار گرفته است.